# Holzkape
Die Holzkape (nicht zu verwechseln mit der Holzape; im Unterlauf auch Steinruthe genannt) ist ein 9,1 km langer, östlicher und orographisch rechter Zufluss der Esse im nordhessischen Landkreis Kassel (Deutschland).

## Verlauf
Die Holzkape entspringt im Südwestteil des Reinhardswalds. Ihre Quelle liegt rund 1,5 km südsüdwestlich des Junkernkopfs (ca. 453 m ü. NHN) bzw. etwa 900 m nordöstlich des Rothbalzer Teichs auf rund 355 m Höhe. Etwa 1 km östlich des Ursprungs befindet sich der an der vom nahen Holzhausen nach Norden in den Reinhardswald führenden Landesstraße 3232 gelegene Wanderparkplatz „Roter Stock“ (380 m), von dem man über die Waldwege „Kuhtrift“ oder „Paulsweg“ zur Holzkapequelle gelangen kann.
Wenige Hundert Meter nach ihrem Ursprung nimmt die Holzkape mehrere kurze wohl namenlose Bäche auf, deren Quellen auch im Reinhardswald auf maximal etwa 420 m Höhe liegen. In den Hochlagen dieses Quellgebiets befinden sich weit abseits des Bachs zwei kleine Stillgewässer.
Unterhalb des Rothbalzer Teichs (ca. 302 m), an dem die Holzkape bei ihren Bachkilometern 7,9 und 7,6 nördlich vorbeifließt, verläuft sie zwischen den Bachkilometern 6,9 und 6,6 nördlich um den Bennhäuser Teich (ca. 282 m) herum; beide Teiche werden durch von ihr abzweigende Gräben gespeist.
Nach Verlassen des Reinhardswalds fließt die Holzkape überwiegend westwärts durch die diesem großen Waldgebiet westlich vorgelagerte Hügellandschaft, einem weitläufigen, waldlosen und landwirtschaftlich stark genutzten Bereich nördlich von Kassel. Dabei verläuft der Bach durch die Kernstadt von Immenhausen, das die einzige Ortschaft an seinem Verlauf ist und in der er einen Bolzplatz, anschließend einen Fußballplatz und dann zwischen den Bachkilometern 4,1 und 3,85 den Kampteich (ca. 231 m) passiert. Hiernach fließt die Holzkape unweit nördlich an der einstigen „Glashütte Immenhausen“ vorbei, von der ein Gebäude zum „Glasmuseum Immenhausen“ umfunktioniert wurde. Etwa beim Passieren einer Kläranlage verlässt sie die Stadt, wonach sie auch den Namen Steinruthe trägt und kurz hintereinander dreimal von der Eisenbahnstrecke Kassel–Warburg überbrückt ist. Dabei verläuft sie beim Bachkilometer 1,85 am Gutshof Klingenhof vorbei, wonach mit der Spechtenbeck aus Richtung Nordosten bzw. Mariendorf ihr längster Zufluss einmündet.
Danach fließt die Holzkape noch etwas weiter in Richtung Westen, um rund 2 km südöstlich von Grebenstein auf etwa 192 m Höhe in den aus südlicher Richtung kommenden Diemel-Zufluss Esse zu münden. Ihrer unterhalb des Essebachkilometers 21,5 gelegenen Mündung gegenüber bzw. direkt jenseits der Esse liegt der Nordwestteil des 1983 ausgewiesenen und 27 ha großen Naturschutzgebiets Rothenberg bei Burguffeln (NSG-Nr. 82452) mit drei kleinen Teichen.

## Sehenswertes und Kulturelles
Zu den Sehenswürdigkeiten an oder nahe der Holzkape gehören zahlreiche mittelalterliche Gebäude von Immenhausen. Dort lohnt ein Besuch des „Glasmuseum Immenhausen“ in der bis 1996 betriebenen „Glashütte Immenhausen“. Am Rand des besuchenswerten Reinhardswalds unter anderem mit Sababurg, Tierpark Sababurg und Urwald Sababurg befindet sich zwischen Rothbalzer Teich und Bennhäuser Teich ein Pfadfinderheim mit dem Bundeszentrum Bund der Pfadfinderinnen und Pfadfinder (BdP).

## Einzugsgebiet und Zuflüsse
Der größte Zufluss der Holzkape, deren Einzugsgebiet 24,972 km² umfasst, ist die Spechtenbeck (4 km lang), die von Mariendorf bzw. Nordosten heran fließend unterhalb dem abseitigen Klingenhof etwa beim Holzkapebachkilometer 1,7 rechtsseitig einmündet und deren Einzugsgebiet 6,507 km² groß ist.